# Cladonota trilobosus
Cladonota trilobosus är en insektsart som beskrevs av Fonseca och Diringshofen 1969. Cladonota trilobosus ingår i släktet Cladonota och familjen hornstritar. Inga underarter finns listade i Catalogue of Life.